# Alopoglossus angulatus
Alopoglossus angulatus är en ödleart som beskrevs av Carl von Linné 1758. Alopoglossus angulatus ingår i släktet Alopoglossus och familjen Alopoglossidae. IUCN kategoriserar arten globalt som livskraftig. Inga underarter finns listade i Catalogue of Life.

## Bildgalleri

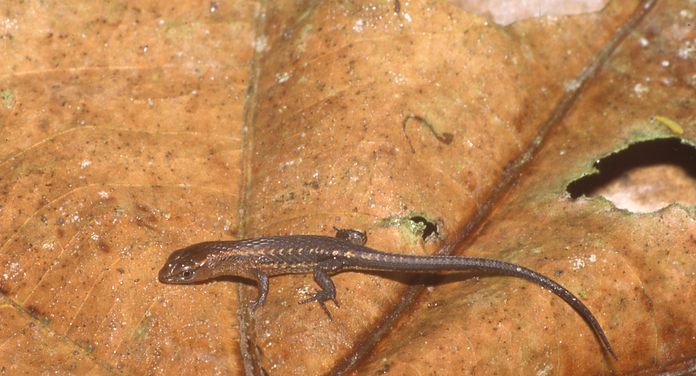